# Dog Man (film)
Pour les articles homonymes, voir Dogman.
Pour plus de détails, voir Fiche technique et Distribution.
Dog Man ou Super Chien au Québec, est un film d'action-comédie d'animation américain réalisé par Peter Hastings, sorti en 2025. Il s'agit d'une adaptation de la série de romans graphiques pour enfants de Dav Pilkey, Dog Man. C'est un spin-off et une histoire dans une histoire de Capitaine Superslip (2017) et du deuxième film de la franchise Captain Underpants. Le film met en vedette les voix de Pete Davidson, Lil Rel Howery, Isla Fisher, Poppy Liu, Stephen Root, Billy Boyd et Ricky Gervais.
Le film récolte des critiques élogieuses, est un triomphe au box office, amasse plus de 135 millions de dollars et se classe à la 6eme place des meilleurs films de l’année 2025,.

## Synopsis
Lorsqu’un policier et son fidèle compagnon de la brigade canine sont tous les deux blessés au cours d’une mission, une opération chirurgicale aussi insensée que miraculeuse les lie à jamais et donne naissance à celui qu’on appellera désormais Dog Man (doublé par le réalisateur Peter Hastings). Celui-ci est depuis aussi motivé pour servir son pays que pour rapporter ce qu’on lui lance, s’asseoir sagement ou se rouler par terre.
Il s’évertue à faire ses preuves sous cette nouvelle identité pour mieux impressionner son supérieur (Lil Rel Howery, Get out, Free Guy), en mettant fin aux exactions du tristement célèbre Monpetit (Pete Davidson, Saturday Night Live, The King Of Staten Island). Jamais à court de mauvaises idées, le félin n’a récemment rien trouvé de mieux que de se cloner lui-même afin de doubler sa capacité à commettre des infractions. Mais la situation se corse encore quand Petitmonpetit, son tout jeune clone, tombe entre les griffes d'un ennemi commun. Pour sauver le petit chaton, chien et chat unissent alors leurs forces bien malgré eux dans une course contre la montre survoltée. L’occasion pour eux de découvrir que les liens familiaux sont capables de réunir les ennemis les plus hostiles.

## Fiche technique
Sauf indication contraire, les informations mentionnées dans cette section peuvent être confirmées par la base de données cinématographiques IMDb,  présente dans la section « Liens externes ».
- Titre original et français : Dog Man
- Titre québécois : Super Chien
- Réalisation : Peter Hastings
- Scénario : d'après la série de livres Dog Man de Dav Pilkey
- Musique :
- Production : Karen Foster
- Société de production : DreamWorks Animation
- Société de distribution : Universal Pictures
- Pays de production :  États-Unis
- Langue originale : anglais
- Format : couleur — 1,85:1 — son Dolby Digital / DTS / Dolby Surround 7.1 / Dolby Atmos / Auro 11.1
- Genre : Animation, action, comédie policière et science-fiction
- Durée : 90 minutes
- Dates de sortie :
  - France : 15 janvier 2025 (Festival international du film de comédie de l'Alpe d'Huez)[4] ; 9 avril 2025 (sortie nationale)[5]
  - États-Unis, Québec : 31 janvier 2025
  - Belgique : 9 avril 2025

## Distribution

### Voix originales
- Peter Hastings : Dog Man
- Pete Davidson : Petey (Monpetit en VF)
- Lil Rel Howery : Chief (Chef en VF)
- Isla Fisher : Sarah Hatoff (Claire Séclaire en VF)
- Lucas Hopkins Calderon : Li'l Petey (Petitmonpetit en VF)
- Ricky Gervais : Flippy the Fish (Bubulle en VF)
- Poppy Liu : Butler
- Billy Boyd : Seamus
- Luenell : Milly
- Stephen Root : Grampa (Papy Monpetit en VF)
- Cheri Oteri : Evil Mayor (Madame la maire en VF)
- Peter Hastings : Officer Knight (lieutenant Chevalier en VF)
- Laraine Newman : la scientifique
- Melissa Villaseñor (en) : l'agent immobilier
- Brian Hoppy Hopkins : Big Jim
- Kate Micucci : Dippy
- Max Koch : Rocco
- Jana Schmieding (en) : Janet
- Yung Gravy : Mr Whiskers

### Voix françaises
- Rémi Bichet : Monpetit
- Franck Sportis : Chef
- Laëtitia Lefebvre : Claire Séclaire
- Gustave Brière : Petitmonpetit
- Emmanuel Garijo : Bubulle
- Geneviève Doang : Butler
- Serge Faliu : Seamus
- Virginie Emane : Milly
- Patrick Préjean : Papy Monpetit
- Marie Bouvier : Madame la maire
- Benjamin Gasquet : le lieutenant Chevalier
- Brigitte Aubry : la scientifique
- Audrey Sourdive : l'agent immobilier
- Guillaume Beaujolais : Big Jim
- Laurence Sacquet : Dippy
- Gilduin Tissier : Rocco
- Magali Rosenzweig : Janet

 Source et légende : version française (VF) sur RS Doublage et crédits français à l'issue du générique de fin.

### Voix québécoises
- Louis-Philippe Berthiaume : Pistache
- Rodley Pitt : Chef
- Véronique Marchand : Sarah
- Raphaëlle Desjardins-Arvisais : Petit Pistache
- Tristan Harvey : Tête-de-lard
- Stéphane Rivard : Grand-père
- Joakim Lamoureux : l'agent Képi
- Claudine Chatel : Madame la scientifique
- Patrice Dubois : Seamus
- Natalie Hamel-Roy : la maire
- Dominique Quesnel : Mélanie
- Catherine Brunet : la majordome

## Production

### Développement
Le 9 décembre 2020, DreamWorks Animation a annoncé qu'un film basé sur la série de romans graphiques dérivés de Captain Underpants, Dog Man, était en développement, avec Peter Hastings attaché à la réalisation après son expérience avec les œuvres de Dav Pilkey de The Epic Tales of Captain Underpants (2018-20). Le 29 janvier 2024, après l'annonce de la date de sortie, DreamWorks a annoncé que Karen Foster serait la productrice.
Le 17 septembre 2024, avec la sortie de la première bande-annonce, Pete Davidson, Lil Rel Howery, Isla Fisher, Poppy Liu, Stephen Root, Billy Boyd et Ricky Gervais ont été révélés comme faisant partie du casting vocal du film,.

### Animation
Le 6 octobre 2023, la sortie du film a été confirmée en 2025, tandis qu'il a également été confirmé que Dog Man et Gabby's Dollhouse: The Movie seraient entièrement animés dans des studios partenaires (à l'exclusion de Sony Pictures Imageworks qui a été nommé partenaire d'animation pour The Bad Guys 2 ).
Contrairement à Captain Superslip, qui a été animé par Mikros Image et Technicolor Animation Productions, l'animation du film est gérée par Jellyfish Pictures, qui a déjà réalisé l'animation de Dragons : Retrouvailles (2019) et Spirit : L'Indomptable (2021) de DreamWorks, ainsi que la commercialisation d'animations personnalisées pour Les Trolls 2 : Tournée mondiale (2020) et la fourniture d'éléments de production supplémentaires pour Baby Boss 2 : Une affaire de famille (2021), Les Bad Guys (2022) et Kung Fu Panda 4 (2024). Nate Wragg est le concepteur de la production.

## Commercialisation
En mai 2024, il a été annoncé que Jakks Pacific et sa division de costumes Disguise ont conclu un partenariat avec Dav Pilkey pour fabriquer des produits dérivés basés sur le film Dog Man ainsi que sur la série de bandes dessinées. Le 17 septembre 2024, la première bande-annonce du film est sortie,.

## Sortie
Dog Man est sorti aux États-Unis le 31 janvier 2025.
Dans le cadre de l'accord à long terme d'Universal avec Netflix, le film sera diffusé sur Peacock pendant les quatre premiers mois de la fenêtre de télévision payante, avant de passer sur Netflix pendant les dix mois suivants et de revenir sur Peacock pendant les quatre mois restants,.